# 泪滴形红细胞

泪滴形红细胞

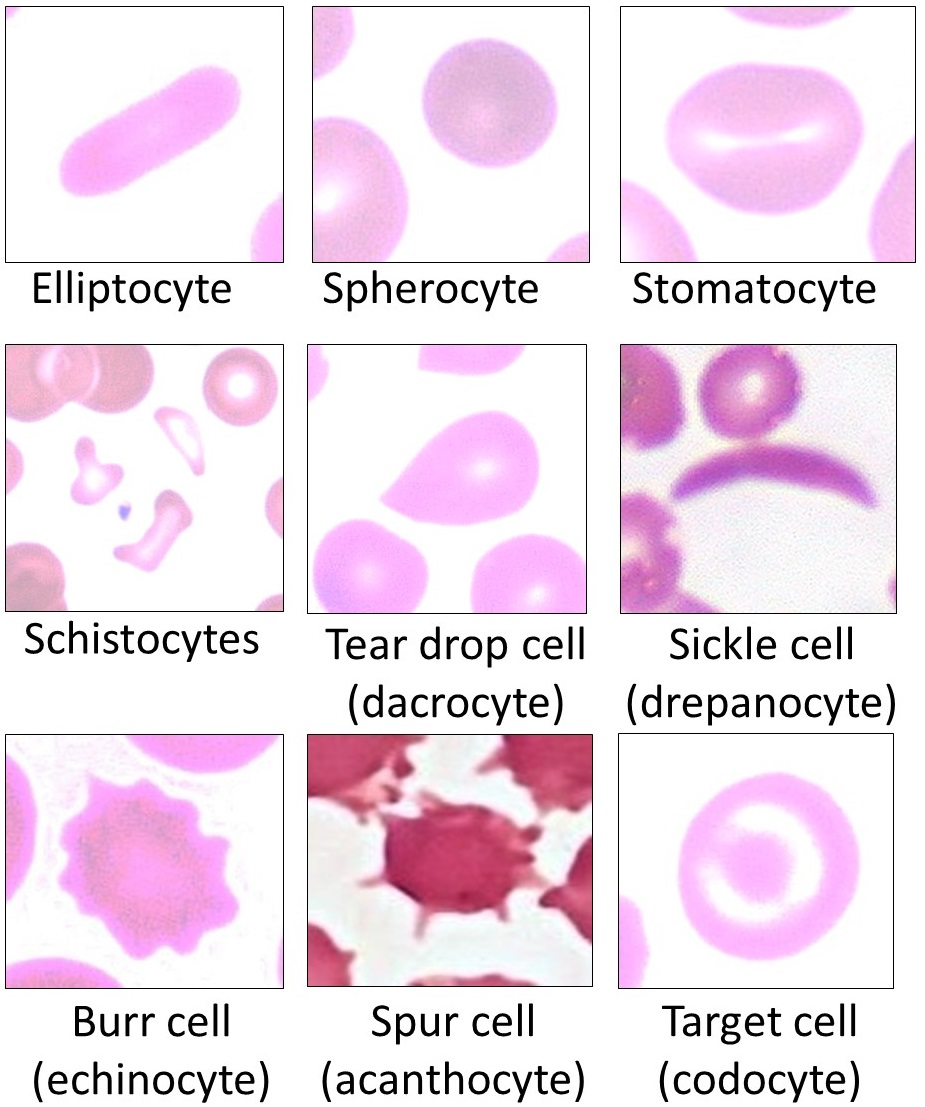
泪滴形红细胞和其它形式的异形红细胞比较

泪滴形红细胞（英語：dacrocyte）是一种呈泪滴状或手镜状的异形红细胞，具有尖锐的末端。泪滴形红细胞的显著增多（通常指占总红细胞的10%或更多）被称为泪滴形红细胞增多症（英語：dacrocytosis），主要见于骨髓纤维化，或其它伴有骨髓纤维化的疾病如晚期骨髓增生异常综合征、某些特殊类型的急性白血病，以及转移癌引起的骨髓痨。较为少见的病因包括：放射治疗后骨髓纤维化、毒素暴露、自身免疫性疾病、代谢异常、先天性溶血性贫血、缺铁性贫血或β地中海贫血等。
泪滴形红细胞需要与制作外周血涂片时引入的红细胞变形相鉴别，后者的末端均指向视野中一个方向，而泪滴形红细胞末端的指向是任意的。

## 病因学
目前，存在以下几种理论解释泪滴形红细胞的形成机制：
1. 脾脏"挖除"作用：含有包涵体的红细胞经过脾脏时，脾脏会通过"挖除"作用（pitting）清除这些包涵体[6]。在此过程中，红细胞可能被过度拉伸而无法恢复原有形态[7]。
2. 微循环受阻：当携带大型包涵体的红细胞无法通过微循环时，含有包涵体的部分会被挤压，导致红细胞形成带有尾端的异常形态[8]。
3. 骨髓浸润挤压：在骨髓纤维化情况下，由于异常细胞浸润骨髓，红细胞在通过纤维化的骨髓组织时被机械性挤压，从而形成泪滴样变形[9]。